# Leptostylus ochropygus
Leptostylus ochropygus là một loài bọ cánh cứng trong họ Cerambycidae.